# Vondie Curtis-Hall
Vondie Curtis-Hall (ur. 30 września 1950) – amerykański reżyser filmowy i aktor.

## Reżyseria
- 2006: Cios poniżej pasa
- 2004: Odkupienie
- 2002–2004: Firefly
- 2002–2003: MDs
- 2001: Glitter
- 1997: Klincz (Gridlock’d)
- 1994: Ostry dyżur

## Wybrana filmografia
- 2009: Life Is Hot in Cracktown
- 2007: Honeydripper
- 2007: Talk To Me
- 2000: Pieśń wolności
- 2000: Za wszelką cenę
- 1997: Don King: król boksu
- 1996: Romeo i Julia
- 1994: Ostry dyżur
- 1990: Cop Rock
- 1989: Mystery Train
- 1989: Czarny deszcz